# Orthetrum chrysis
Orthetrum chrysis är en trollsländeart som först beskrevs av Selys 1891.  Orthetrum chrysis ingår i släktet Orthetrum och familjen segeltrollsländor. IUCN kategoriserar arten globalt som livskraftig. Inga underarter finns listade i Catalogue of Life.

## Bildgalleri

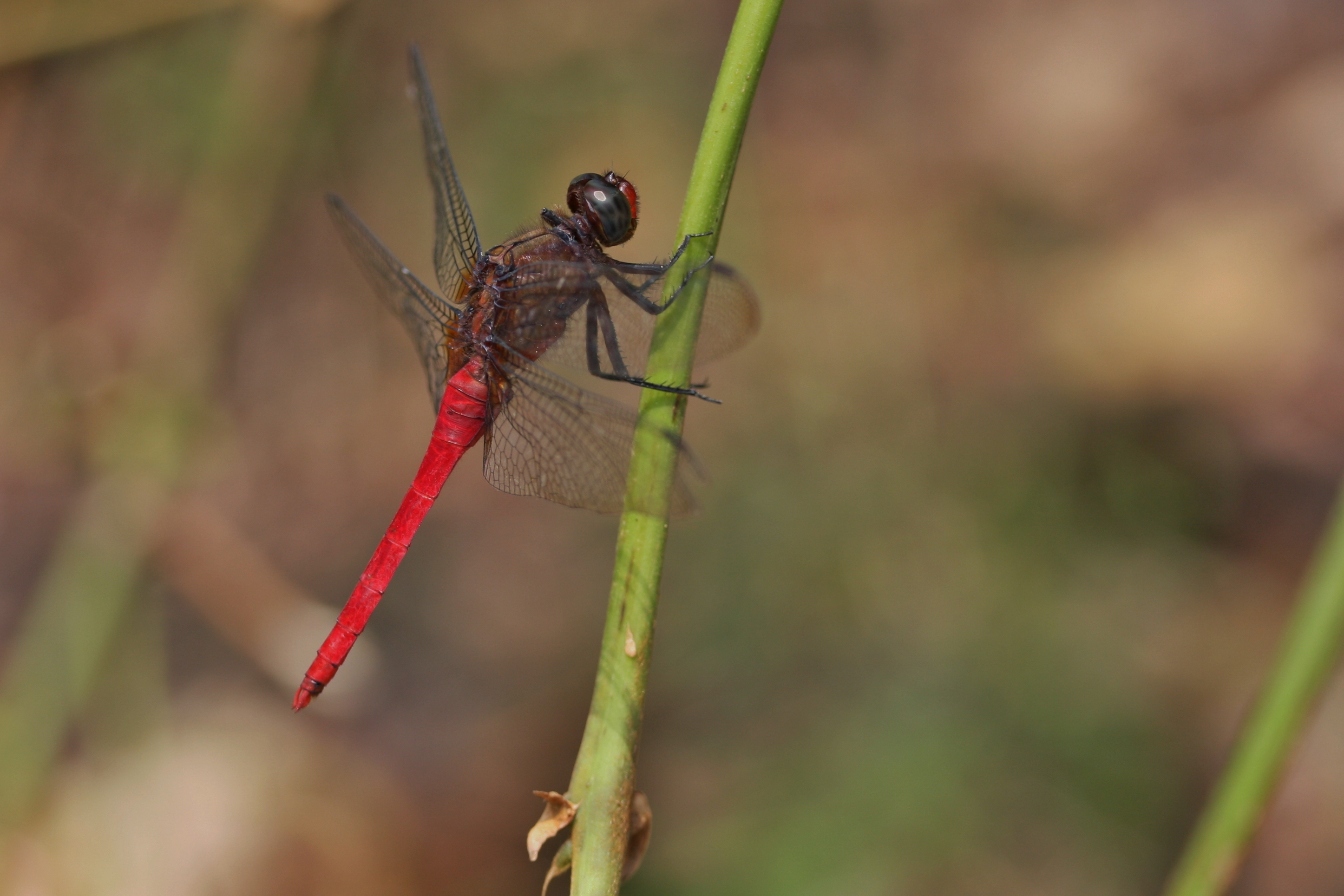
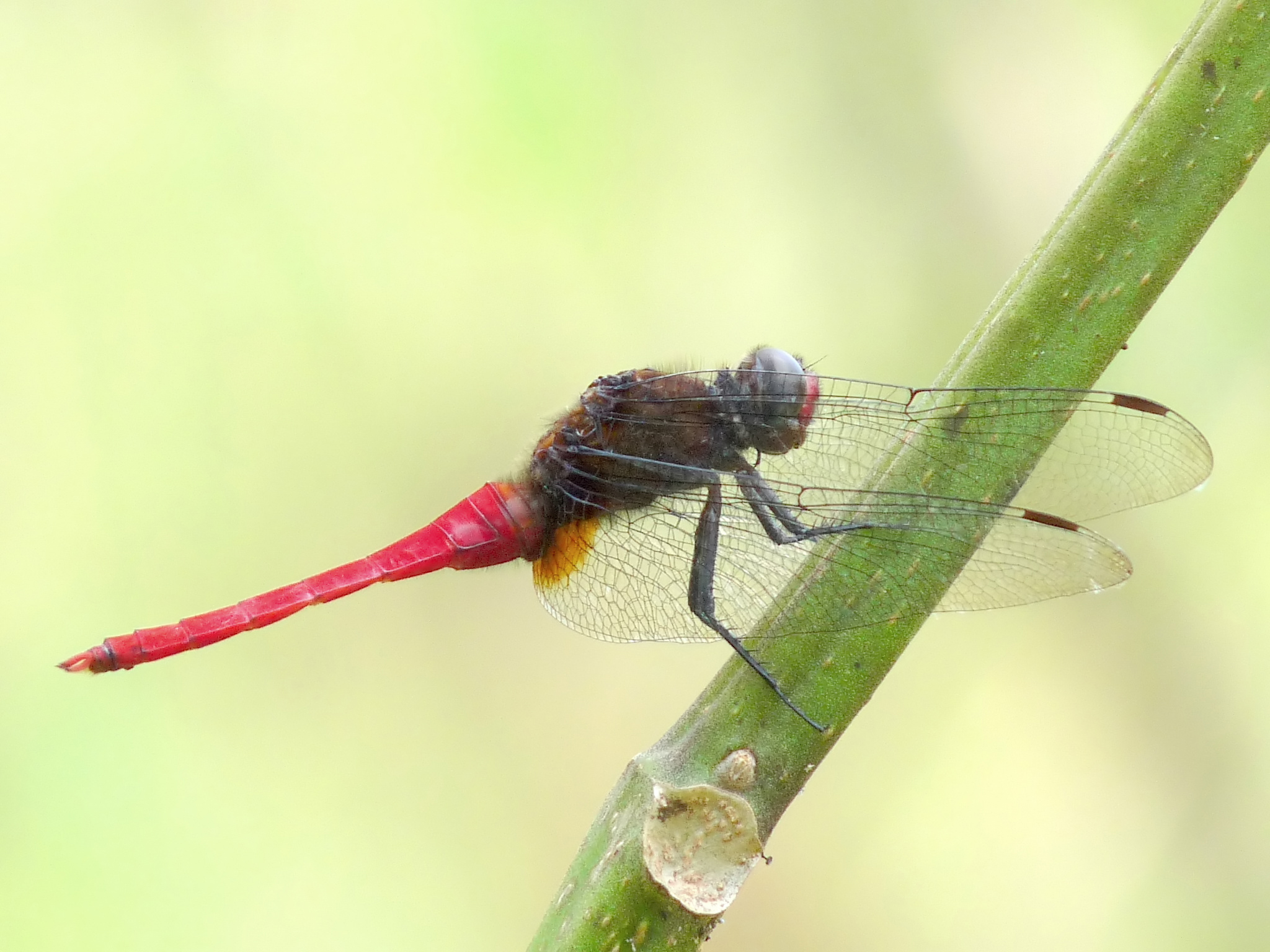
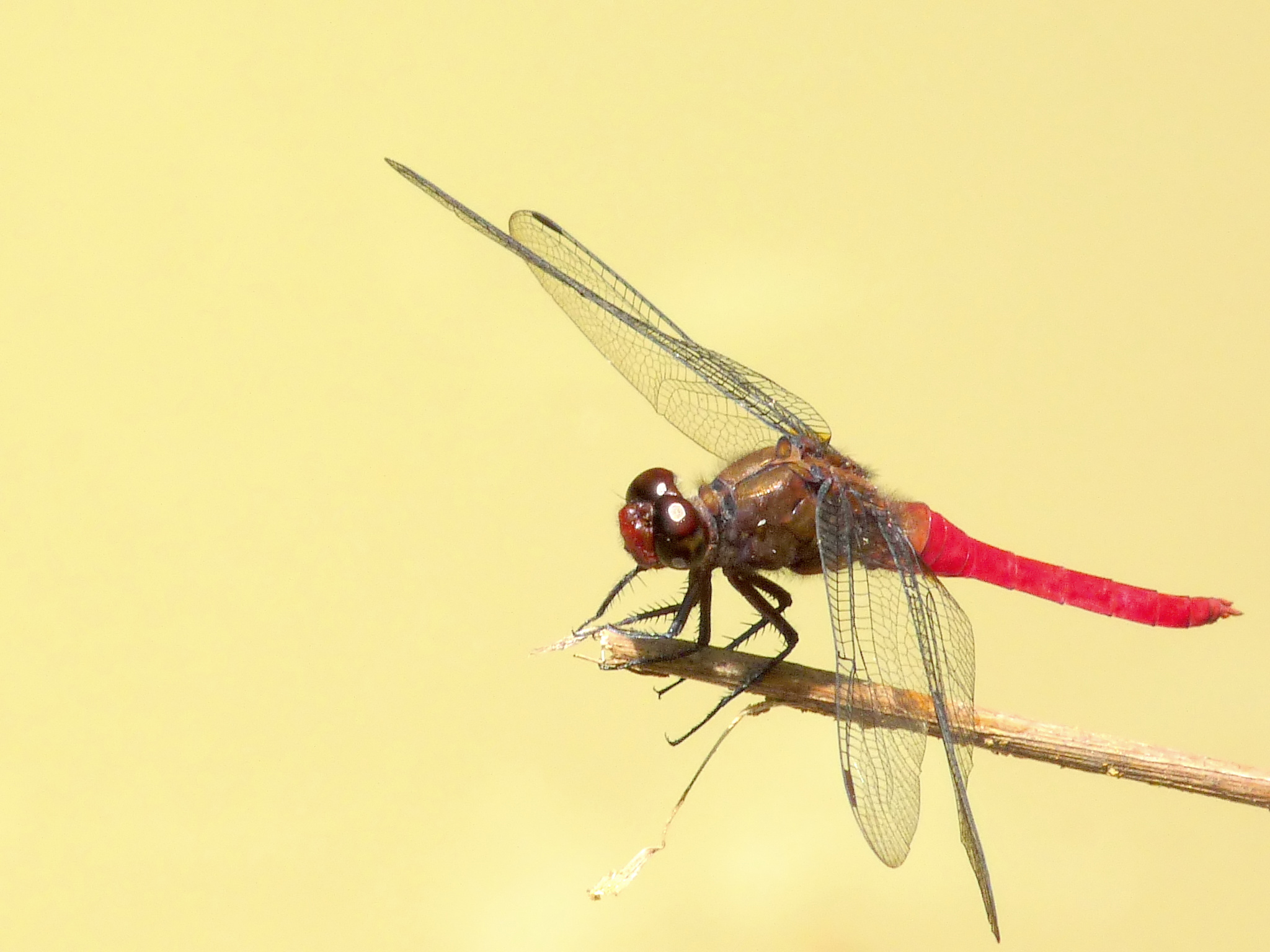